# Creep (2004)
Creep ist ein Horrorfilm von Christopher Smith aus dem Jahr 2004.

## Handlung
Der Kanalarbeiter Arthur ist mit seinem neuen Mitarbeiter George in der Kanalisation unterwegs. Dem wegen Drogenhandels verurteilten George wurde diese Arbeit als Bewährungsauflage auferlegt. Hinter einer brüchigen Mauer entdeckt Arthur einen Tunnel, den er noch nicht kennt und möchte ihn untersuchen. George, der nicht schwimmen kann, will ihm nicht folgen. Am Ende des Tunnels wird Arthur von einer unbekannten Gestalt getötet.
Kate arbeitet als deutsche Agentin bei einer Model-Agentur in London. Auf einer vornehmen Party wird sie von Guy belästigt, aber sie kann seine Annäherungsversuche abwehren. Nun will sie zu einer anderen Party fahren, um dort George Clooney zu treffen. Sie entschließt sich, mit der London Underground zu fahren und geht zum U-Bahnhof Charing Cross. Da sie kein Kleingeld für den Automaten hat, kauft sie von einer Obdachlosen für 20 Pfund ein Ticket. Als sie auf dem Bahnsteig wartet, trinkt sie ein Fläschchen Wodka und schläft ein.
Als sie wieder aufwacht, ist die Haltestelle vollkommen leer. Sie läuft hilfesuchend nach oben, aber es ist niemand da und alle Ausgänge sind geschlossen. Dann kommt doch noch eine Bahn und Kate steigt ein. Die Bahn hält jedoch nach wenigen Minuten mitten in einem dunklen Tunnel. Kate geht nach vorne, um mit dem Fahrer zu sprechen, findet aber keinen. Stattdessen nähert sich Guy plötzlich von hinten. Der junge Mann steht unter Drogen und versucht, sie zu vergewaltigen. Aber bevor es dazu kommt, öffnet sich plötzlich eine Tür und Guy wird weggezogen. Wenige Augenblicke später taucht er kurzzeitig blutverschmiert nochmal auf, wird aber erneut weggezogen. Kate ergreift die Flucht.
Unterwegs trifft sie auf einen Hund, der sie zum Versteck des obdachlosen Paares Jimmy und Mandy führt. Kate erkennt das Mädchen wieder, es hatte ihr das Ticket verkauft. Kate kann den Jungen schließlich mit 50 Pfund dazu überreden, mit ihr zum Nachtwächter zu gehen. Am Bahnsteig sehen sie, wie Guy schwer verletzt am Gleis entlang kriecht. Jimmy will ihn sterben lassen, aber Kate bezahlt Jimmy nochmals 50 Pfund, damit er ihm hilft. Er zieht Guy auf den Bahnsteig. Während Jimmy zurück zu seinem Versteck läuft, weil ihr gemeinsamer Hund, welcher eigentlich bei Mandy hätte bleiben sollen, plötzlich blutverschmiert hinter ihm auftaucht, nimmt Kate über eine Gegensprechanlage Kontakt mit einem Nachtwächter auf. Dieser glaubt ihre Geschichte nicht und verlangt von Kate, dass sie den verletzten Guy in den Sichtbereich der Überwachungskamera ziehen solle. Mittlerweile ist Guy gestorben und Kate zieht nun den leblosen Körper in das Sichtfeld der Kamera. Der Nachtwächter sieht ihn und wird einen kurzen Moment danach ermordet, noch bevor er Hilfe holen kann.
Jimmy sieht vor seinem Versteck eine Blutspur und kann Mandy nicht finden. Zusammen mit Kate will er durch den Tunnel zur nächsten Haltestelle gehen, als plötzlich von hinten ein Zug heranrast. Die beiden können sich in einen seitlichen Schacht retten. Der Zug hält an. Die beiden streiten kurz darüber, ob sie in die Bahn gehen oder fliehen sollen. Jimmy entscheidet sich für Ersteres. In der Bahn wird er vom Mörder an die Decke gezogen und brutal erschlagen. Kate ergreift wieder die Flucht. Sie kriecht durch einen Kanalisationsschacht, in dem sie die aufgedunsene Leiche des Kanalarbeiters Arthur findet, bevor sie über eine Leiter ein Lager erreicht. Sie läuft durch den Lagerraum, als plötzlich das Licht ausgeht; sie flüchtet sich in eine Ecke. Im Licht der Taschenlampe blickt sie in das Gesicht einer grausigen menschlichen Kreatur.
In der nächsten Einstellung sieht man, dass sie in der Kanalisation in einem Käfig gefangen ist. Der lediglich mit einer kurzen Hose und Latschen bekleidete Mörder mit dem missgestalteten Körper und einem steifen Gang hat dort mehrere Opfer versammelt und malträtiert sie mit einer Harpune. Unter den Opfern ist auch George, der Drogendealer aus der ersten Szene. Kate stellt fest, dass die Gitter nicht bis zum Boden reichen und bittet George, zu einem offenen Käfig zu tauchen; jedoch kann George nicht schwimmen, so dass Kate die Aufgabe selbst übernimmt und sich und George befreit. Dabei sticht sie der Kreatur mit einem Stöckelschuh ins Auge, was diese aber nicht an weiteren Aktivitäten hindert. In den verlassenen Tunneln entdecken sie einen Raum, der wie ein Operationssaal wirkt; überall liegen alte, medizinische Geräte. Dort finden sie Mandy auf einem frauenärztlichen OP-Stuhl. George hält sie für tot, aber nachdem sie den Raum verlassen haben, sehen die Zuschauer, dass Mandy noch lebt, ehe der Mörder schließlich kommt. Er hört Mandys Stimme, welche verletzt und angebunden am OP-Stuhl liegt, und geht zu ihr. Nachdem dieser sich wie für eine Operation vorbereitet hat, während sie um Gnade gebettelt hat, sticht er ihr in den Unterleib und zersägt sie. Nun sieht man eine Reihe von Gläsern mit Embryonen sowie das Bild eines älteren Arztes, mit einem kleinen Jungen, der eine Ähnlichkeit mit der Kreatur aufweist und die gleiche grünliche Hautfarbe hat.
Kate und George suchen weiter nach einem Ausgang, bis sie zu einem hell erleuchteten Raum kommen, wo sie den Hund in einem Vogelkäfig vorfinden. George rastet vor Verzweiflung aus und zerschlägt die Fenster und einen Tisch. Die beiden werden jedoch vom Mörder aufgespürt und es kommt zu einem Kampf zwischen George und dem Mörder. Traumatisiert muss Kate zusehen, wie der Mörder George umbringt, indem er seinen Kopf gegen ein spitzes Metallteil rammt, welches an der Wand hängen blieb, als George den Tisch weggetreten hatte.
Kate wird vom Mörder durch katakombenartige Gänge verfolgt, in denen sie die Orientierung verliert, doch ihr gelingt es schließlich, den Täter, der an ihr Gefallen findet, zu überwältigen. Sie rammt ihm eine neben ihr liegende Brechstange, die an einer Eisenkette hängt, in den Hals, reißt die Verankerung der Eisenkette an einer Wand in der Nähe von Schienen heraus und will sie auf eine Stromschiene der U-Bahn werfen, um ihn so zu töten. Der Mörder steht auf und geht, mit der Eisenstange im Hals steckend, auf Kate zu. Bevor es ihm gelingt, sie mit einem Klotz zu erschlagen, fährt ein Zug über die an den Gleisen festhängende Kette und reißt durch die aufkommende Kraft dem Mörder das Brecheisen durch die Kehle, welcher daraufhin verblutet.
In der Schlussszene sitzt Kate mit dem Hund auf dem Bahnsteig in der Station Charing Cross, an dem die Geschichte anfing. Da sie nun selbst wie eine Obdachlose aussieht, schmutzig und in kaputter Kleidung, legt einer der ersten Fahrgäste eine Münze vor sie auf den Boden. Kate bricht daraufhin in hysterisches Gekicher und Tränen aus.

## Kritiken
„Creep spielt fast in Realzeit und bietet auch lange Sequenzen, in denen die Darsteller ausschließlich in den Tunneln herumlaufen, bloß um dann wieder eine gezielte Schrecksekunde zu präsentieren. Wer auf der Suche nach einer schnellen Horrorfahrt mit bewährten Schockeffekten ist, befindet sich mit Creep schon im richtigen U-Bahn-Tunnel.“

„Horror-Thriller, der zunächst die Atmosphäre der nächtlichen U-Bahn-Station geschickt zu nutzen versteht und die Art der Bedrohung nur subtil andeutet, in der zweiten, von blutigen Effekten und Splatter-Klischees dominierten Hälfte aber merklich an Spannung und Dramatik einbüßt. Bemerkenswert ist die charismatische Hauptdarstellerin in der Tradition berühmter „Scream Queens“.“